# Клариса Старлинг
Клариса М. Старлинг (англ. Clarice M. Starling) — персонаж, созданный Томасом Харрисом. Протагонист, агент ФБР, фигурирует в романах «Молчание ягнят» и «Ганнибал».
В экранизациях романов её сыграли Джоди Фостер («Молчание ягнят», 1991 год) и Джулианна Мур («Ганнибал», 2001 год). В телесериале CBS 2021 года «Клариса» её играет Ребекка Бридс.
Клариса Старлинг в исполнении Фостер признана Американским институтом киноискусства «Величайшей героиней в истории кино». Rolling Stone и Entertainment Weekly назвали персонажа одним из «50 величайших протагонистов кино» и «100 величайших героев кино» соответственно. Интерпретация Фостер Старлинг высоко оценивается среди величайших киноролей всех времён, получив множество наград, включая премию «Оскар» за лучшую женскую роль в 1992 году.
По вероисповеданию лютеранка.

## Романы

### «Молчание ягнят»
В «Молчании ягнят» Старлинг — студентка академии ФБР. Её наставник, начальник отдела поведенческих наук Джек Кроуфорд, отправляет её на собеседование с доктором Ганнибалом Лектером, блестящим психиатром, серийным убийцей и каннибалом. Он находится в психиатрической больнице Балтимора. По прибытии в лечебницу директор больницы Фредерик Чилтон делает ей грубое предложение, которое она отвергает, это помогает ей сблизиться с Лектером, который презирает Чилтона. Ай-Джей Миггс, заключённый в камере рядом с Лектером, бросает в неё свою сперму, что оскорбляет Лектера, который «побуждает» Миггса покончить жизнь самоубийством, в качестве извинения перед ней.
По прошествии времени Лектер передаёт Старлинг информацию о Буффало Билле, действующем в настоящее время серийном убийце, за которым охотится ФБР, но только в обмен на личную информацию, которую Кроуфорд специально предупредил её хранить в секрете от Лектера.
Старлинг рассказывает Лектеру, что она выросла в маленьком городке в Западной Виргинии. Когда она была маленьким ребёнком, её отец, ночной сторож, был застрелен, когда пытался предотвратить ограбление. Он умер через месяц после этого инцидента. Её матери удавалось сохранять семью более двух лет после его смерти, работая горничной в мотеле днём и готовя в кафе по ночам, но в конечном итоге она была не в состоянии содержать всю семью. Когда Кларисе было 10 лет, её отправили жить с двоюродной сестрой своей матери на овцеводческое и конное ранчо в Монтане, но она сбежала оттуда, когда увидела, как забивают ягнят, украв кобылу, также предназначенную для забоя, которую она назвала Ханной. Кларису поймали, но двоюродный брат её матери в конце концов согласился отпустить её, и они с Ханной отправились в лютеранский приют, где она провела остаток своего детства.
Согласно роману, Старлинг училась в Университете Виргинии по специальностям психология и криминология. За это время она провела два лета, работая консультантом в центре психического здоровья. Старлинг впервые встретила Кроуфорда, когда он был приглашённым лектором в Университете Виргинии. Его семинары по криминологии повлияли на её решение присоединиться к ФБР.
Во время расследования Старлинг поручается уговорить Лектера раскрыть личность Буффало Билла. Лектер даёт ей подсказки в виде скрытой и загадочной информации, призванной помочь Старлинг разобраться в этом самой. Они начинают уважать друг друга, поэтому, когда Лектер сбегает во время перевода в государственную тюрьму в Теннесси, Старлинг не боится, что он убьет её, поскольку он «посчитал бы это невежливым».
Старлинг делает вывод из намёков Лектера, что первая жертва Буффало Билла имела с ним личные отношения, и поэтому она отправляется в дом этой жертвы в Бельведере (штат Огайо), чтобы опросить людей, которые её знали. Она неосознанно натыкается на самого убийцу, Джейма Гамба, который живёт под псевдонимом «Джек Гордон». Когда она видит как по его дому порхает мотылёк мёртвая голова, такой же редкий вид, который Буффало Билл запихивает в горло каждой из своих жертв, она понимает, что нашла Буффало Билла и пытается его арестовать. Гамб убегает и Старлинг следует за ним в подвал, где находится его последняя жертва, которая жива и взывает о помощи. Гамб выключает электричество в подвале и преследует Старлинг по комнатам в очках ночного видения. Когда Гамб готовится выстрелить в Старлинг, она слышит, как он взводит курок револьвера, и стреляет в сторону этого звука, убивая его. В прессе она превозносится как герой, с отличием оканчивает академию ФБР и становится полноценным агентом.
Спустя несколько недель Лектер пишет Старлинг письмо из гостиничного номера где-то в Сент-Луисе, спрашивая её, перестали ли ягнята кричать.
В заключительной сцене романа Старлинг мирно спит в загородном доме друга на берегу моря в Мэриленде.

### «Ганнибал»
В начале «Ганнибала» Старлинг чуть за тридцать, и она всё ещё работает на ФБР, хотя её карьера сдерживается Полом Крендлером, чиновником Министерства юстиции, который недолюбливает её, потому что он женоненавистник и она отвергла его сексуальные домогательства, чем, как он считает, унизила его. Она принимает участие в неудачной облаве на наркоторговцев, в которой открывает ответный огонь после того, как наркобарон стреляет в неё, используя младенца в качестве живого щита. Начальство обвиняет её в возникшем беспорядке, и её снимают с действующей службы, в основном по наущению Крендлера. Она получает письмо поддержки от Лектера (о чём она ещё не знает), который проживает во Флоренции (Италия) под псевдонимом. Одна из выживших жертв Лектера, садист и педофил по имени Мейсон Вёрджер, ищет его и предлагает огромную награду, которую коррумпированный инспектор флорентийской полиции Ринальдо Пацци пытается получить, когда выясняет истинную личность Лектера во Флоренции.
Старлинг узнаёт, что Лектер находится во Флоренции, и пытается предупредить Пацци. Как и предсказывала Старлинг, Лектер знает о заговоре с целью его поимки и в итоге убивает Пацци. Затем Лектер сбегает в США и немедленно начинает следовать за Старлинг. Тем временем она подвергается преследованиям в ФБР со стороны различных коррумпированных агентов, особенно Крендлера, который тайно помогает Вёрджеру в его попытке поймать Лектера. Старлинг пытается сначала найти Лектера, не только чтобы схватить его, но и спасти от Вёрджера. Крендлер пытается подставить Старлинг в схеме, запланированной Вёрджером, утверждая, что она отправляла закодированные газетные сообщения Лектеру. Это приводит к её отстранению и теперь она бессильна остановить людей Вёрджера. Лектер схвачен Вёрджером, который планирует скормить его стае специально выведенных кабанов.
Старлинг знает, что Лектер в плену у Вёрджера, поэтому она пытается спасти его, чтобы передать властям. После смерти Вёрджера от рук его сестры Марго Старлинг использует отвлечение, чтобы попытаться спасти Лектера. Она ранена в перестрелке с людьми Вёрджера, но Лектер спасает её и вылечивает. Затем он подвергает её режиму приёма психоактивных препаратов в ходе сеансов терапии, чтобы помочь ей исцелиться от детской травмы и сдерживаемого гнева на несправедливость мира. Он думает, сможет ли его давно умершая младшая сестра Миша каким-то образом воскреситься в Старлинг.
В это время Лектер захватывает Крендлера и делает ему трепанацию черепа, пока он ещё жив. Во время изысканного ужина Лектер кормит Крендлера с ложки его же передним мозгом обжаренным с лимоном и каперсами. В романе он даёт попробовать мозг Крендлера Старлинг, которая находит его восхитительным.
План Лектера о том, чтобы Миша снова жила в Старлинг, в конечном итоге терпит неудачу, поскольку она отказывается сублимировать свою собственную личность, и он лишь ненадолго развлекается мыслью о том, что Миша займет его место. Затем Старлинг расстегивает платье и предлагает свою грудь Лектеру; он принимает её предложение, и они становятся любовниками. Они исчезают вместе, но через три года их снова видит входящий в оперный театр Театро Колон в Буэнос-Айресе бывший санитар Барни, который с уважением относился к Лектеру, пока тот находился в заключении в Балтиморе. Опасаясь за свою жизнь, Барни немедленно покидает Буэнос-Айрес, чтобы никогда не вернуться.
Затем читатель узнаёт, что Лектер и Старлинг живут вместе в изысканном особняке, где они нанимают слуг и участвуют в таких мероприятиях, как изучение новых языков, совместные танцы и строительство своих собственных «дворцов памяти», и рассуждают о том, что «Секс — это великолепная структура, которую они добавляют в каждый свой день», что психоактивные препараты «долгое время не участвовали в их жизни», и что Лектер «удовлетворён» тем фактом, что Миша не может вернуться.

## Фильмы

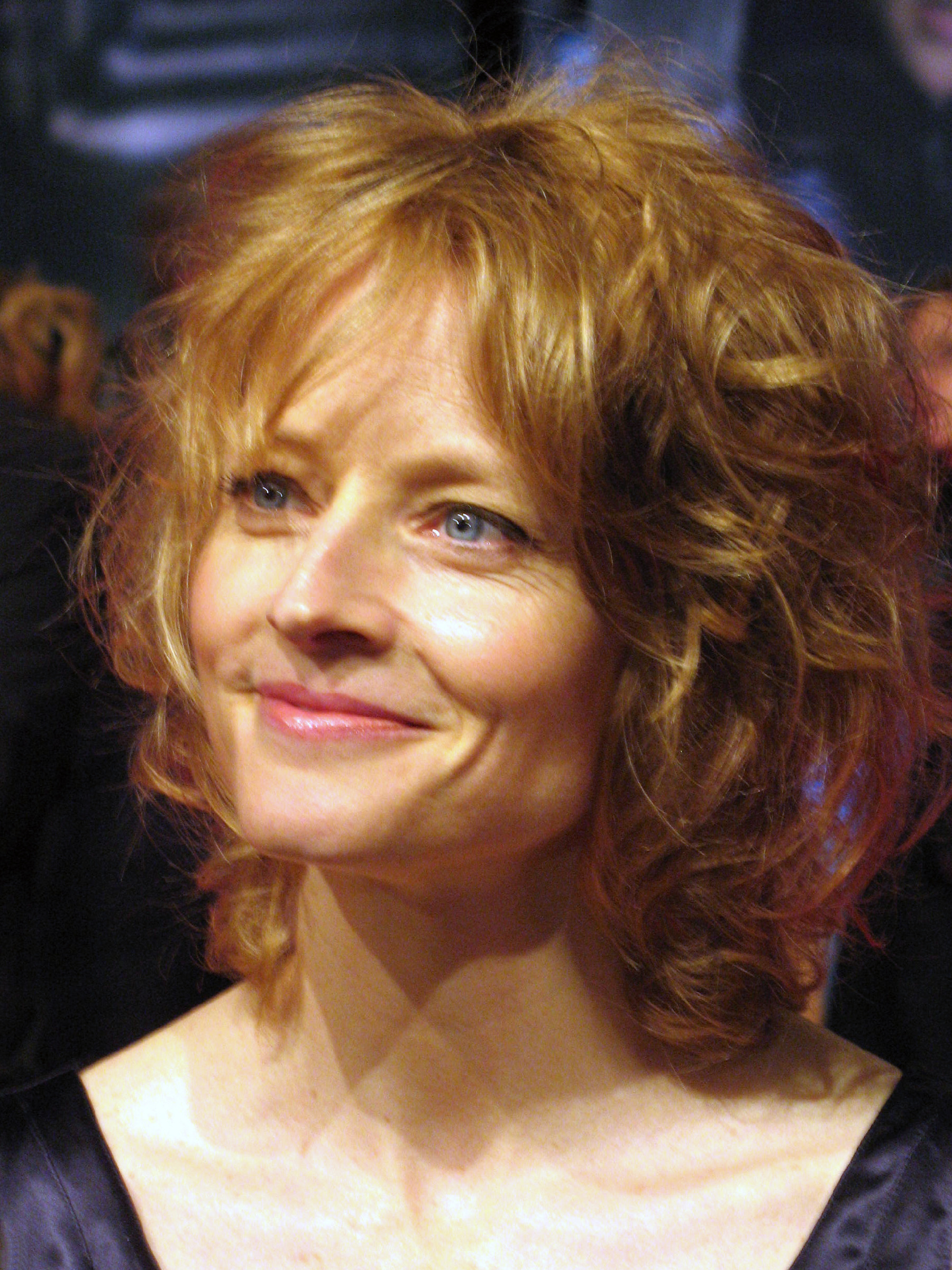
Джоди Фостер, сыгравшая Кларису Старлинг в «Молчании ягнят»

В экранизации «Молчания ягнят» роль Старлинг практически не изменилась по сравнению с книгой. Однако экранизация «Ганнибала» существенно расходится с концовкой романа. В фильме Лектер не пытается «промыть мозги» Старлинг и не кормит её мозгом Крендлера (хотя он частично скармливает его самому Крендлеру). Вместо этого Старлинг пытается задержать Лектера, но он одолевает её, и она приковывает их обоих наручниками к холодильнику, пытаясь удержать его в доме до неизбежного прибытия полиции. Затем Лектер отрубает себе руку и убегает, оставляя Старлинг объяснять ситуацию полиции. Позже его видели в самолёте, по-видимому, снова убегающим из страны.
Несмотря на то, что Джоди Фостер получила премию «Оскар» за лучшую женскую роль за воплощение Старлинг в «Молчании ягнят», она решила не возвращаться к этой роли в «Ганнибале». Джулианна Мур сыграла Старлинг в сиквеле, а сам Энтони Хопкинс порекомендовал её на эту роль после того, как он ранее работал с ней в фильме «Прожить жизнь с Пикассо».

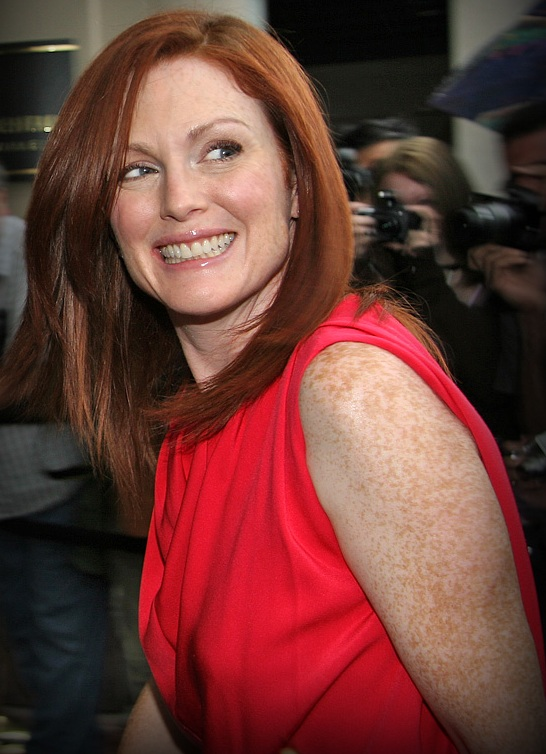
Джулианна Мур, сыгравшая Кларису Старлинг в «Ганнибале»

## Сериалы

### «Ганнибал»
Брайан Фуллер, создатель сериала «Ганнибал», перед отменой шоу заявил о своём желании включить Кларису Старлинг в качестве персонажа в пятый сезон при условии, что он сможет получить права от Metro-Goldwyn-Mayer. Он сказал, что запланировал пятый сезон, чтобы охватить события романа «Молчание ягнят», шестой — события романа «Ганнибал», а седьмой сезон будет оригинальной сюжетной линией, раскрывающей финал «Ганнибала». После отмены сериала Фуллер заявил, что если сериал продолжится и если они получат права на адаптацию «Молчания ягнят», Эллен Пейдж (ныне Эллиот Пейдж) или «цветное лицо» (термин, который в основном используется для описания любого человека, который не считается «белым») были бы идеальным выбором на роль Кларисы Старлинг.

### «Клариса»
В январе 2020 года было объявлено, что Алекс Куртцман и Дженни Люмет разработают ещё один сериал о Кларисе Старлинг для CBS как продолжение «Молчания ягнят», действие которого происходит в 1993 году. В феврале 2020 года Ребекка Бридс получила роль Старлинг.
Премьера сериала под названием «Клариса» состоялась 11 февраля 2021 года на канале CBS. 14 мая телеканал продлил сериал на второй сезон, выходить он будет на Paramount+.

### Не состоявшийся
В мае 2012 года Lifetime объявила, что они разрабатывают телесериал, посвящённый Кларисе Старлинг после её окончания академии ФБР, под названием «Клариса», который должен был быть спродюсирован Metro-Goldwyn-Mayer. На сегодняшний день проект не продвигается.